# 24 uur van Le Mans 1968

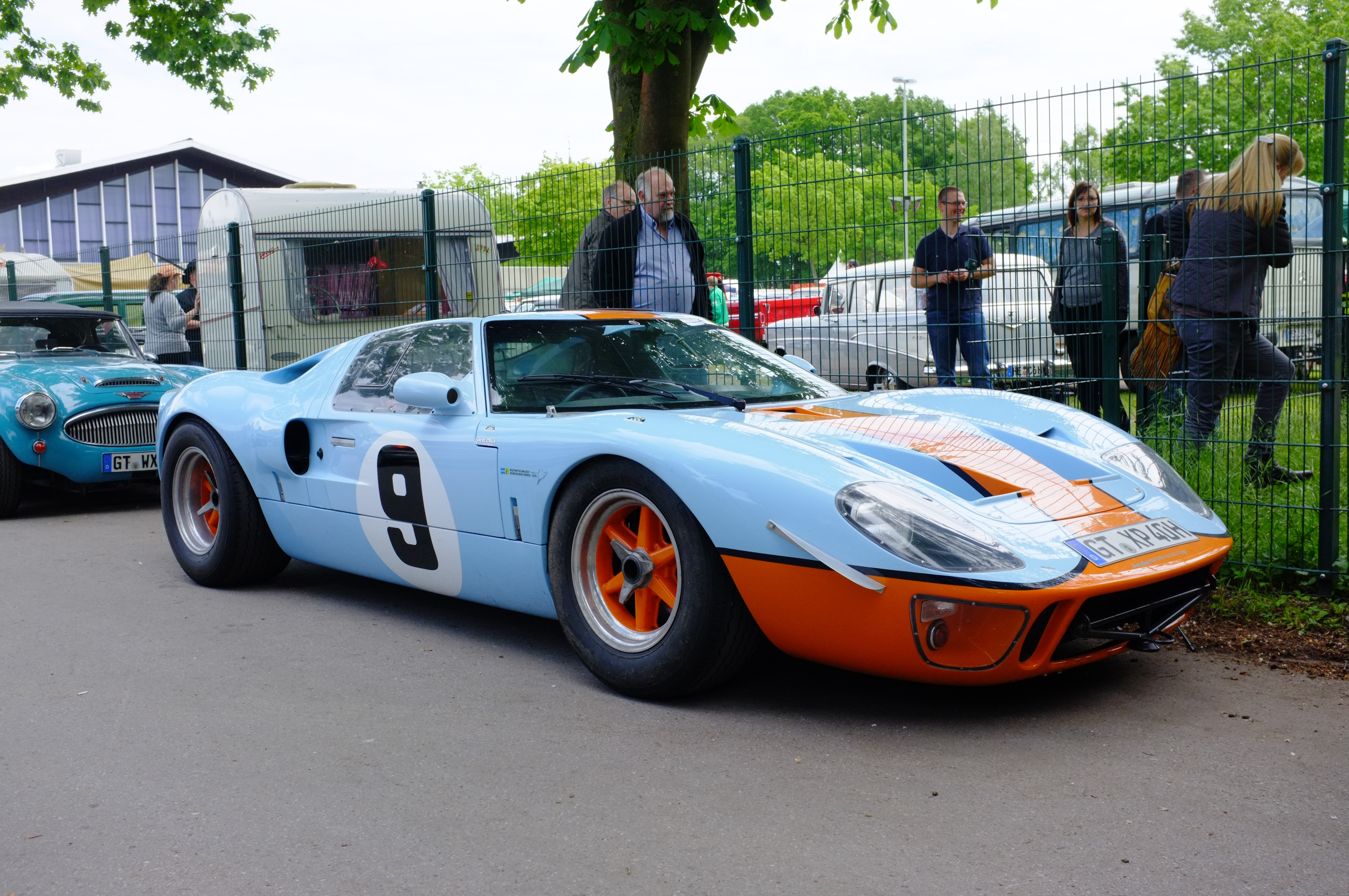
De winnende auto: de Ford GT40 #9.

De 24 uur van Le Mans 1968 was de 36e editie van deze endurancerace. De race werd verreden op 28 en 29 september 1968 op het Circuit de la Sarthe nabij Le Mans, Frankrijk. De race, die normaal gesproken altijd in juni wordt gehouden, werd verplaatst naar september vanwege de Parijse studentenrevolte die Frankrijk in de zomer van 1968 in zijn greep hield.
De race werd gewonnen door de JW Automotive Engineering #9 van Pedro Rodríguez en Lucien Bianchi, die allebei hun enige Le Mans-zege behaalden. De P 3.0-klasse werd gewonnen door de Squadra Tartaruga #66 van Hans-Heinrich Steinemann en Dieter Spoerry. De P 2.0-klasse werd gewonnen door de Autodelta SpA #39 van Ignazio Giunti en Nanni Galli. De P 1.3-klasse werd gewonnen door de Société Automobiles Alpine #52 van Jean-Luc Thérier en Bernard Tramont. De GT 2.0-klasse werd gewonnen door de Jean-Pierre Gaban #43 van Jean-Pierre Gaban en Roger van der Schrick. De P 1.15-klasse werd gewonnen door de Société Automobiles Alpine #55 van Jean-Pierre Nicolas en Jean-Claude Andruet.
Tijdens de race vonden twee grote ongelukken plaats, die het einde betekenden van de carrières van Willy Mairesse en Mauro Bianchi.

## Race
Winnaars in hun klasse zijn vetgedrukt. Auto's die minder dan 70% van de afstand van de winnaar van hun klasse hadden afgelegd werden niet geklasseerd. De Christian Poirot #42 werd gediskwalificeerd omdat deze de reglementen van de pitstraat overschreed. De Porsche System Engineering #32 en de Philippe Farjon #67 werden gediskwalificeerd omdat zij niet aan de technische reglementen voldeden. De #23 Howmet Corporation werd gediskwalificeerd omdat deze te veel achterstand had opgelopen. De #7 Sportscars Unlimited werd gediskwalificeerd omdat de auto zonder passagier werd achtergelaten.
| Pos. | Klasse  | No. | Team                        | Coureurs                                      | Chassis                      | Motor                          | Ronden |
| ---- | ------- | --- | --------------------------- | --------------------------------------------- | ---------------------------- | ------------------------------ | ------ |
| 1    | S 5.0   | 9   | JW Automotive Engineering   | Pedro Rodríguez Lucien Bianchi                | Ford GT40                    | Ford 4.9L V8                   | 331    |
| 2    | P 3.0   | 66  | Squadra Tartaruga           | Hans-Heinrich Steinemann Dieter Spoerry       | Porsche 907LH                | Porsche 2.2L F8                | 326    |
| 3    | P 3.0   | 33  | Porsche System Engineering  | Rolf Stommelen Jochen Neerpasch               | Porsche 908LH                | Porsche 3.0 L Flat-8           | 325    |
| 4    | P 2.0   | 39  | Autodelta SpA               | Ignazio Giunti Nanni Galli                    | Alfa Romeo T33/2             | Alfa Romeo 1996cc V8           | 322    |
| 5    | P 2.0   | 38  | Autodelta SpA               | Carlo Facetti Spartaco Dini                   | Alfa Romeo T33/2             | Alfa Romeo 1996cc V8           | 315    |
| 6    | P 2.0   | 40  | Autodelta SpA               | Mario Casoni Giampiero Biscaldi               | Alfa Romeo T33/2             | Alfa Romeo 1996cc V8           | 305    |
| 7    | S 5.0   | 21  | David Piper                 | David Piper Richard Attwood                   | Ferrari 250LM                | Ferrari 3.3L V12               | 302    |
| 8    | P 3.0   | 30  | Société Automobiles Alpine  | André de Cortanze Jean Vinatier               | Alpine A220                  | Renault-Gordini 3.0L V8        | 297    |
| 9    | P 2.0   | 57  | Ecurie Savin-Calberson      | Alain LeGuellec Alain Serpaggi                | Alpine A210                  | Renault-Gordini 1470cc S4      | 289    |
| 10   | P 1.3   | 52  | Société Automobiles Alpine  | Jean-Luc Thérier Bernard Tramont              | Alpine A210                  | Renault-Gordini 1296cc S4      | 288    |
| 11   | P 1.3   | 53  | Trophée Le Mans             | Bob Wollek Christian Ethuin                   | Alpine A210                  | Renault-Gordini 1296cc S4      | 282    |
| 12   | GT 2.0  | 43  | Jean-Pierre Gaban           | Jean-Pierre Gaban Roger van der Schrick       | Porsche 911 T                | Porsche 1991cc F6              | 281    |
| 13   | GT 2.0  | 64  | Claude Laurent              | Claude Laurent Jean-Claude Ogier              | Porsche 911 T                | Porsche 1991cc F6              | 276    |
| 14   | P 1.15  | 55  | Société Automobiles Alpine  | Jean-Pierre Nicolas Jean-Claude Andruet       | Alpine A210                  | Renault-Gordini 1005cc S4      | 272    |
| 15   | P 1.3   | 50  | Donald Healey Motor Company | Roger Enever Alec Poole                       | Austin-Healey Sprite Le Mans | BMC 1293cc S4                  | 255    |
| NC   | P 2.0   | 46  | Ecurie Fiat-Abarth France   | Marcel Martin Jean Mésange                    | Fiat Dino                    | Ferrari 1986cc V6              | 253    |
| NC   | GT 1.3  | 61  | Ecurie Léopard              | Jacques Bourdon Maurice Nussbaumer            | Alpine A110                  | Renault-Gordini 1296cc S4      | 215    |
| NC   | GT 1.3  | 51  | Bernard Collomb             | Bernard Collomb François Laccarrau            | Alpine A110                  | Renault-Gordini 1296cc S4      |        |
| DNF  | P 3.0   | 24  | Equipe Matra Sports         | Johnny Servoz-Gavin Henri Pescarolo           | Matra MS630                  | Matra 3.0L V12                 | 283    |
| DNF  | P 3.0   | 27  | Ecurie Savin-Calberson      | Mauro Bianchi Patrick Depailler               | Alpine A220                  | Renault-Gordini 3.0L V8        | 257    |
| DNF  | P 2.0   | 45  | Jean-Pierre Hanrioud        | Jean-Pierre Hanrioud André Wicky              | Porsche 910                  | Porsche 1991cc F6              | 248    |
| DNF  | GT 2.0  | 44  | Auguste Veuillet            | Guy Chasseuil Claude Ballot-Léna              | Porsche 911 T                | Porsche 1991cc F6              | 224    |
| DNF  | S 5.0   | 20  | Scuderia Filipinetti        | Herbert Müller Jonathan Williams              | Ferrari 250LM                | Ferrari 3.3L V12               | 212    |
| DNF  | S 5.0   | 14  | North American Racing Team  | Masten Gregory Charlie Kolb                   | Ferrari 250LM                | Ferrari 3.3L V12               | 209    |
| DSQ  | S 2.0   | 42  | Christian Poirot            | Christian Poirot Pierre Maublanc              | Porsche 906                  | Porsche 1991cc F6              | 202    |
| DNF  | P 3.0   | 29  | Société Automobiles Alpine  | Jean Guichet Jean-Pierre Jabouille            | Alpine A220                  | Renault-Gordini 3.0L V8        | 185    |
| DNF  | GT +2.0 | 4   | Scuderia Filipinetti        | Jean-Michel Giorgi Sylvain Garant             | Chevrolet Corvette C3        | Chevrolet 7.0L V8              | 157    |
| DNF  | P 2.0   | 41  | Autodelta SpA               | Nino Vaccarella Giancarlo Baghetti            | Alfa Romeo T33/2             | Alfa Romeo 1996cc V8           | 150    |
| DNF  | P 3.0   | 35  | Alex Soler-Roig             | Alex Soler-Roig Rudi Lins                     | Porsche 907LH                | Porsche 2.2L F8                | 145    |
| DNF  | S 5.0   | 6   | Jackie Epstein              | Jackie Epstein Edward Nelson                  | Lola T70 Mk. III             | Chevrolet 5.0L V8              | 143    |
| DNF  | S 5.0   | 12  | Strathaven Ltd              | Mike Salmon Eric Liddell                      | Ford GT40                    | Ford 4.7L V8                   | 131    |
| DNF  | P 3.0   | 34  | Porsche System Engineering  | Joe Buzzetta Scooter Patrick                  | Porsche 908 LH               | Porsche 3.0L F8                | 115    |
| DSQ  | P 3.0   | 32  | Porsche System Engineering  | Gerhard Mitter Vic Elford                     | Porsche 908 LH               | Porsche 3.0L F8                | 111    |
| DNF  | S 5.0   | 10  | JW Automotive Engineering   | Paul Hawkins David Hobbs                      | Ford GT40                    | Ford 4.9L V8                   | 107    |
| DNF  | P 2.0   | 37  | Racing Team VDS             | Teddy Pilette Rob Slotemaker                  | Alfa Romeo T33/2             | Alfa Romeo 1996cc V8           | 104    |
| DSQ  | P 3.0   | 67  | Philippe Farjon             | Robert Buchet Herbert Linge                   | Porsche 907/8                | Porsche 2.2L F6                | 102    |
| DNF  | S 5.0   | 19  | Paul Vestey                 | Paul Vestey Roy Pike                          | Ferrari 250LM                | Ferrari 3.3L V12               | 99     |
| DNF  | P 3.0   | 22  | Howmet Corporation          | Ray Heppenstal Dick Thompson                  | Howmet TX                    | Continental Turbine (3.0L)     | 84     |
| DNF  | GT +2.0 | 17  | Scuderia Filipinetti        | Jacques Rey Claude Haldi                      | Ferrari 275 GTB Competizione | Ferrari 3.3L V12               | 78     |
| DNF  | P 1.15  | 56  | Société Automobiles Alpine  | Jean-Louis Marnat Jean-François Gerbault      | Alpine A210                  | Renault-Gordini 1005cc S4      | 71     |
| DSQ  | P 3.0   | 23  | Howmet Corporation          | Bob Tullius Hugh Dibley                       | Howmet TX                    | Continental Turbine (3.0L)     | 60     |
| DNF  | P 3.0   | 31  | Porsche System Engineering  | Jo Siffert Hans Herrmann                      | Porsche 908                  | Porsche 3.0L F8                | 59     |
| DNF  | P 3.0   | 28  | Société Automobiles Alpine  | Henri Grandsire Gérard Larrousse              | Alpine A220                  | Renault-Gordini 3.0L V8        | 59     |
| DNF  | P 2.0   | 36  | North American Racing Team  | François Chevalier Bernard Lagier de Giuseppe | Dino 206 S                   | Ferrari 1986cc V6              | 54     |
| DNF  | GT +2.0 | 3   | Scuderia Filipinetti        | Umberto Maglioli Henri Greder                 | Chevrolet Corvette C3        | Chevrolet 7.0L V8              | 53     |
| DNF  | P 2.0   | 49  | Chris Lawrence              | Chris Lawrence John Wingfield                 | Deep Sanderson 302           | Ford 1598cc S4                 | 35     |
| DNF  | GT 2.0  | 60  | Wicky Racing Team           | Willy Meier Jean de Mortemart                 | Porsche 911 T                | Porsche 1991cc F6              | 30     |
| DNF  | P 3.0   | 25  | John Woolfe                 | John Woolfe Digby Martland                    | Chevron B12                  | Repco 3.0L V8                  | 27     |
| DNF  | P 2.0   | 47  | Donald Healey Motor Company | Clive Baker Andrew Hedges                     | Healey SR                    | Coventry Climax 1968cc V8      | 20     |
| DNF  | S 5.0   | 11  | JW Automotive Engineering   | Brian Muir Jackie Oliver                      | Ford GT40                    | Ford 4.9L V8                   | 15     |
| DSQ  | S 5.0   | 7   | Sportscars Unlimited        | Ulf Norinder Sten Axelsson                    | Lola T70 Mk. III             | Chevrolet 5.0 L V8             | 47     |
| DNF  | P 2.0   | 65  | Racing Team VDS             | Serge Trosch Karl von Wendt                   | Alfa Romeo T33/2             | Alfa Romeo 1996cc V8           | 7      |
| DNF  | P 1.3   | 54  | André Moynet                | Max Jean René Ligonnet                        | Moynet XS                    | Simca 1204cc S4                | 6      |
| DNF  | S 5.0   | 8   | C. Dubois                   | Willy Mairesse Jean Blaton                    | Ford GT40                    | Ford 4.7L V8 used Ford 4.9L V8 | 0      |
| DNS  | GT +2.0 | 5   | Scuderia Sant’Ambroeus      | Giorgio Pianta Enrico Pinto                   | Iso Rivolta GT               | Chevrolet 5.4L V8              | 0      |
| DNQ  | P 2.0   | 48  | Marcos Racing Ltd.          | Jem Marsh John Quick                          | Marcos GT                    | Volvo B20 1998cc S4            | 0      |
| DNQ  | P 1.3   | 68  | H. Giraud                   | Patrick Champin Philippe Marchesi             | Hrubon                       | Renault 1296cc S4              | 0      |
| DNP  | GT +2.0 | 15  | North American Racing Team  | Bob Grossman Edgar Berney                     | Ferrari 275 GTB Competizione | Ferrari 3.3L V12               | 0      |
| DNA  | GT +2.0 | 1   | Sunray DX Oil Company       |                                               | Chevrolet Corvette C3        | Chevrolet 7.0L V8              | 0      |
| DNA  | GT +2.0 | 2   | Sunray DX Oil Company       |                                               | Chevrolet Corvette C3        | Chevrolet 7.0L V8              | 0      |
| DNA  | S 5.0   | 16  | Scuderia Filipinetti        |                                               | Ferrari 275LM                | Ferrari 3.3L V12               | 0      |
| DNA  | S 5.0   | 18  | Scuderia Filipinetti        | Edgar Berney Francisco de Heredia             | Ferrari 250LM                | Ferrari 3.3L V12               | 0      |
| DNA  | P 3.0   | 26  | Automobili Serenissima      | Jonathan Williams                             | Serenissima Mk.168           | ATS 3.0L V8                    | 0      |
| DNA  | P 2.0   | 45  | Ben Pon                     | Ben Pon Gijs van Lennep                       | Porsche 910                  | Porsche 1991cc F6              | 0      |

1923 · 1924 · 1925 · 1926 · 1927 · 1928 · 1929 · 1930 · 1931 · 1932 · 1933 · 1934 · 1935 · 1936 · 1937 · 1938 · 1939 · 1940 - 1948 · 1949 · 1950 · 1951 · 1952 · 1953 · 1954 · 1955 (Ramp) · 1956 · 1957 · 1958 · 1959 · 1960 · 1961 · 1962 · 1963 · 1964 · 1965 · 1966 · 1967 · 1968 · 1969 · 1970 · 1971 · 1972 · 1973 · 1974 · 1975 · 1976 · 1977 · 1978 · 1979 · 1980 · 1981 · 1982 · 1983 · 1984 · 1985 · 1986 · 1987 · 1988 · 1989 · 1990 · 1991 · 1992 · 1993 · 1994 · 1995 · 1996 · 1997 · 1998 · 1999 · 2000 · 2001 · 2002 · 2003 · 2004 · 2005 · 2006 · 2007 · 2008 · 2009 · 2010 · 2011 · 2012 · 2013 · 2014 · 2015 · 2016 · 2017 · 2018 · 2019 · 2020 · 2021 · 2022 · 2023 · 2024